# 自動車紹介販売制度
自動車紹介販売制度（じどうしゃしょうかいはんばいせいど）とは、日本の自動車製造会社が設定している販売促進策のひとつ。「新車販売キャンペーン」とも言われる。部品メーカーなど取引先に取引規模に応じて紹介目標値を設定し、自動車製造会社への貢献度を測る指標のひとつとなっている。

## 概要
新車購入を考えている者を取引先所定のルートを通じて自動車製造会社に紹介し、実際にその者が新車を購入した場合には、その者を紹介した者に謝礼金が支払われるシステムである。
そのプロセスは、次のとおり。
1. 新車購入希望者を探す
2. 所定の調査様式に記入し、取引先所定のルートへ提出する
3. 提出された調査様式は、取引先の元請企業（ティア1）が取りまとめて自動車製造会社へ連絡する
4. 自動車製造会社は、そのデータを新車購入希望者が接触する販売ディーラーへ送る
5. 新車購入希望者がその販売ディーラーで新車を購入した場合（成約という）、自動車製造会社に成約を通知する
6. 販売ディーラーから成約の通知を受けた自動車製造会社は、取引先の元請企業（ティア1）に謝礼金を支払う
7. 取引先の元請企業（ティア1）は取引先所定のルートを通じて、紹介者に謝礼金を支払う

連絡が多くの会社間を行き来するので、新車購入後、謝礼金を受け取るまでに数ヶ月程度かかる場合もある。

## 謝礼金
謝礼金は数千円から数万円程度の現金あるいは商品券であるが、自動車製造会社によっても車種によっても設定額が異なっており、一概に決まっていない。また、どうしてもこの車種を売りたいという自動車製造会社の思惑があるときには、期間限定でさらに金額が上積みされることがある。謝礼金の出所は自動車製造会社の他、貢献度を測られる側の部品メーカーが独自に上乗せすることがある。
また上記のプロセスでは、新車購入希望者にはメリットが全くないので、新車購入希望者にも直接何らかのプレゼントが渡るよう配慮にしている自動車製造会社もある。ただし実情としては、部品メーカーはその従業員に新車販売キャンペーンの数量ノルマを課している会社がほとんどであり、従業員としてはお金よりもノルマ達成のほうが大切であるので、謝礼金は新車購入希望者に全額渡すか折半する（新車購入希望者には、全額受け取るのに躊躇する人もいる）者が多い。
なお、販売ディーラーはお金の点では一切関係がないので、新車販売キャンペーンを利用したからといって新車購入時の値引き交渉に影響を与えることは全く無い。

### 謝礼金が支払われない場合
所定の調査様式を提出していても、次の場合には原則として謝礼金は支払われない。
- 新車購入希望者が成約に至らなかったとき
- 新車購入希望者が契約書に印を押した後に、調査様式を提出したとき

また、整備工場や自動車販売ブローカーなど自動車製造会社の正規系列販売店以外では、自動車製造会社との直接の情報ルートが無いことが多く、謝礼金が支払われないことも多い。

## 利用方法
謝礼金は新車販売の値引き分と全く関係なく支払われるので、値引きがないか非常に少ない車種、例えばスポーティーカーやコンパクトカーなどでは、相対的にメリットが大きい。新車購入を考えている場合には、周囲の部品メーカー、およびその関連会社に勤務する人を見つけて相談すれば利用することができる。

## 問題点
この販売手法には、さまざまな問題点を抱えている。
- 参入障壁
部品メーカーはその従業員に数量ノルマを課すが、自動車という商品は毎年買い換えるものではないので、親類縁者や友人知り合いなど幅広い人々に日本車購入を働きかけることになる。その結果、外国製自動車の購入が進まないとか、新規参入した外国部品メーカーがノルマを達成できず苦戦するとか、の問題が生じている。逆に、外国自動車会社がこの日本独特の商慣行に気付き、自社に納品する日系部品メーカーに対して期間限定で同様のキャンペーンを張ることがある。
- 形骸化
本来は『新車を購入したい人を販売ディーラーに紹介する』ことで、紹介を受けた販売ディーラーが販売活動を行いやすくしようとしたものである。ところが昨今では、自動車製造会社の行き過ぎたノルマ管理により『新車を購入する人をいち早く見つけ、調査様式を提出する』と変質しており、新規需要の掘り起しといった販売視点からかけ離れつつある。